# 小行星1174
小行星1174（1174 Marmara）是一颗围绕太阳公转的小行星。1930年10月17日，卡爾·威廉·萊茵姆特在海德堡发现了此天体。
該小行星以馬爾馬拉海命名。
这颗小行星的绝对星等为350.9976754376646等。